# أوليفر بير
أوليفر بير (بالألمانية: Oliver Beer) (14 سبتمبر 1979 في ألمانيا - ) هو لاعب كرة قدم ألماني في مركز الدفاع. شارك مع منتخب ألمانيا تحت 21 سنة لكرة القدم. أما مع النوادي، فقد لعب مع إنغولشتات 04 وبايرن ميونخ الثاني ونادي أوسنابروك و1. شفاينفورت 05 ‏ ونادي بروسيا مونستر.

## وصلات خارجية
- أوليفر بير على موقع قاعدة بيانات كرة القدم.إي يو (الإنجليزية)
- أوليفر بير على موقع بيانات كرة القدم. دي إي (الألمانية)
- أوليفر بير على موقع عالم كرة القدم.نت (الإنجليزية)